# Chilpe bei Diegten
Das Hügelgebiet Chilpe bei Diegten ist eine Landschaft des Tafeljuras im Kanton Basel-Landschaft, die im Bundesinventar der Landschaften und Naturdenkmäler von nationaler Bedeutung (BLN) unter der Objektnummer 1106 aufgeführt ist. In diesem 125 Hektar grossen Landschaftsschutzgebiet befinden sich zwei kleinere Kernzonen, die mit den Bezeichnungen Naturschutzgebiet Chilpen und Naturschutzgebiet Bälweid als Biotope im Bundesinventar der Trockenwiesen und -weiden von nationaler Bedeutung (TWW) ausgewiesen sind, und zudem ein kantonales Waldreservat.

## Name
Der Flurname Chilpe ist die mundartliche Variante zur früher auf amtlichen Karten und in der Literatur verwendeten verhochdeutschten Bezeichnung Chilpen für ein kleines Berggebiet bei der Ortschaft Diegten. Die Landeskarte der Schweiz bevorzugt in jüngeren Ausgaben die Dialektformen der Flurnamen. Der amtliche Eigenname für das 1983 errichtete BLN-Landschaftsschutzgebiet «Chilpe bei Diegten» kann eindeutig von der Bezeichnung des viel früheren ausgewiesenen Naturschutzgebiets «Chilpen» unterschieden werden.

## Geografie
Das Gebiet «Chilpe bei Diegten» liegt an der Ostflanke des Diegtertals südlich von Sissach auf dem Gebiet der Gemeinden Diegten, Känerkinden, Tenniken und Wittinsburg. Das BLN-Gebiet erstreckt sich über eine stark gegliederte Bergzone östlich des Diegterbachs, die durch kleine Seitentäler unterbrochen ist, auf der Höhe zwischen 470 m ü. M. und 630 m ü. M. Das Gebiet liegt je etwa zur Hälfte in den Gemeindegebieten von Diegten und Tenniken und berührt die Areale von Känerkinden und Wittinsburg, die auf dem östlichen Hochplateau liegen, nur mit Randzonen. Der grösste Teil der Fläche ist von Wald bedeckt, und dazwischen liegen Rodungslichtungen mit wenigen Einzelhöfen und offenen Wiesen. Das ganze Gebiet ist mit einem Netz von Flur- und Waldwegen erschlossen.
Die Schichtstufenlandschaft des Baselbieter Tafeljuras ist geologisch aus einer langen Abfolge von Sedimentgesteinen des Mitteljura und des Oberjura aufgebaut. Im Diegtertal sind auf den höchsten Bereichen des Chilpe-Hügels und an den Berghängen beim Brunnenhof in Tenniken Kalkmergel der Effingerschichten aus der Wildeggformation aufgeschlossen. Darunter liegen an einigen Stellen an der Bodenoberfläche Kalkfelsen der Birmenstorf- und Ifenthalstufen und ganz im Westen Felsen der Hauptrogenstein-Formation. Viele Partien sind von Hangschutt und Hanglehm überdeckt. Der Boden der Hochebene am Ostrand des Landschaftsschutzgebiets und auf dem Bergrücken «uf Bäl» besteht aus jüngerem Delsberg-Süsswasserkalk.
Im Süden wird die Gegend vom Lauf des Stampachbächli begrenzt, das den Abhang des Chilpen entwässert. Der Nordabschnitt liegt in den Tälern des Rintelbächli und des Brunnenhofbächli.

### Naturschutzgebiet Chilpen
Das hügelige Gebiet Chilpen im Südteil des BLN-Gebiets ist in mehrere Bergrücken, Kuppen und Täler gegliedert und läuft gegen Süden in einen weiten Berghang aus. Die Fläche ist zum grössten Teil von einem halboffenen Mischwald mit Eichen, Föhren und weiteren Baumarten und von einem ausgedehnten, artenreichen Magerrasen bedeckt, in dem verschiedene Orchideenarten wachsen. Das Gebiet Chilpen mit einer Fläche von 16,54 Hektaren ist als Trockenwiese von nationaler Bedeutung eingestuft.
Der Chilpen wurde vor allem dank der Initiative des Baselbieter Künstlers Walter Eglin, der in Diegten lebte und 1952 den «Verein für Natur- und Heimatschutz Diegten» mit gründete, schon früh zum Naturschutzgebiet erklärt. Haupteigentümer des Schutzgebiets ist der Verein Pro Natura Baselland.
Teile des Schutzgebiets und angrenzende Waldflächen bilden zusätzlich ein kantonales Naturwaldreservat.

### Naturschutzgebiet Bälweid
Ein Bereich im Nordabschnitt des BLN-Gebiets am steilen, südexponierten Anhang über dem Brunnenhof mit der offenen Weidefläche beim Bälhof ist ebenfalls als Trockenbiotop von nationaler Bedeutung ausgewiesen. Dazu gehört ausserdem ein Landstreifen mit einer bewaldeten Felsrippe westlich des Brunnenhofs. Das Gebiet mit der Fläche von 4,6 Hektar ist eine extensiv bewirtschaftete, artenreiche Bergwiese und nur im westlichen Teil von einem kleinen Waldstück bedeckt. Auf der Wiese stehen einzelne Obstbäume.

## Flora und Fauna

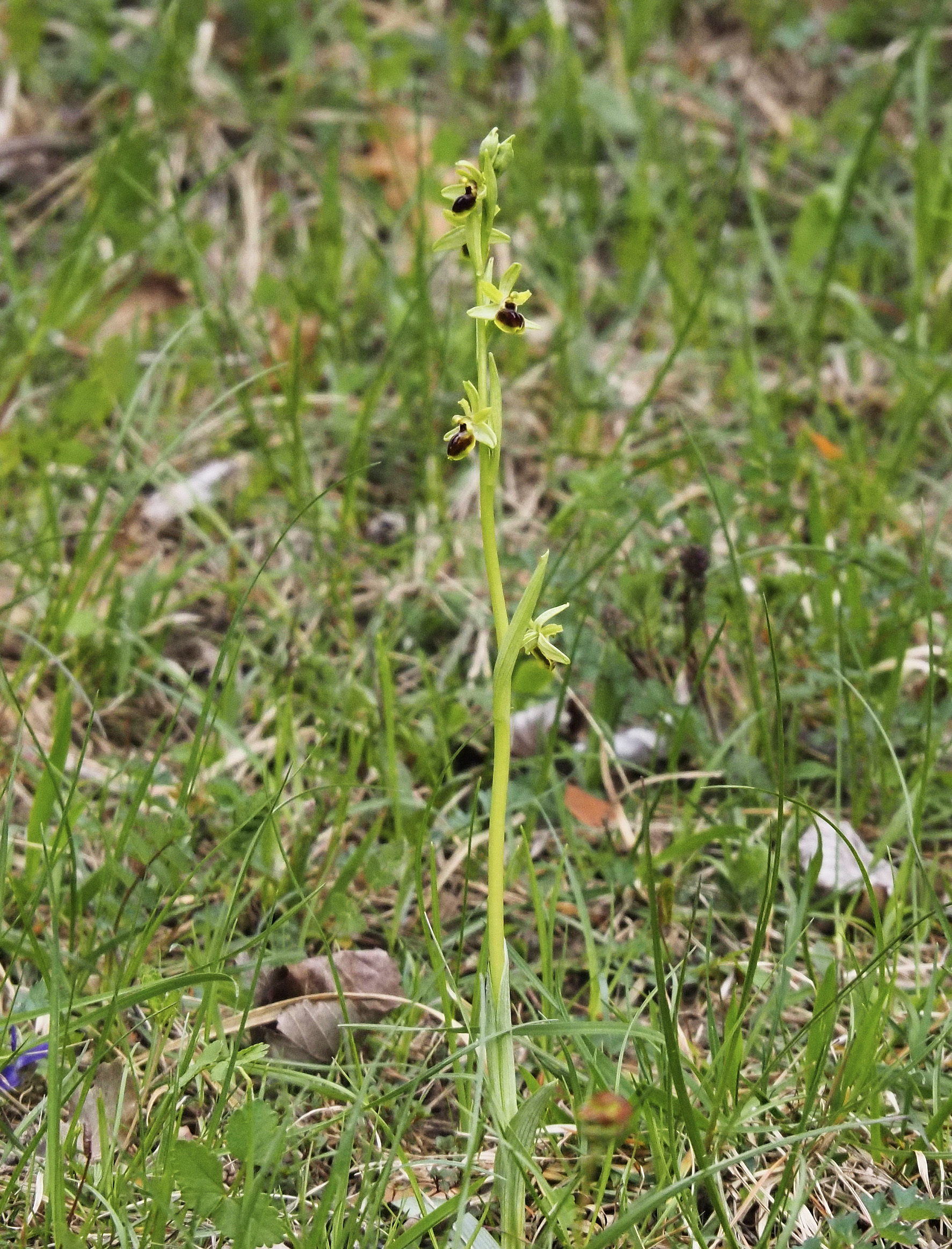
Kleine Spinnen-Ragwurz auf dem Chilpen

Die nationale Bedeutung des Gebiets «Chilpe bei Diegten» wird im BLN-Inventar unter anderem damit begründet, dass in diesem Raum einerseits der Zusammenhang zwischen Geologie und Kulturlandschaftsgeschichte gut ersichtlich ist und dass andererseits darin verschiedene Lebensraumtypen mit einer grossen Artenvielfalt vorkommen. Eine vegetationskundliche Studie von 1992 registrierte rund 400 Gefässpflanzenarten im Gebiet Chilpen, wovon 79 in der Roten Liste der gefährdeten Arten verzeichnet sind.
Auf dem nährstoffarmen, ton- und kalkreichen Mergelboden wächst ein lockerer Föhrenwald mit Pfeifengraswiesen. Als besondere Straucharten sind der Gemeine Wacholder (Juniperus communis), die wilde Berberitze (Berberis vulgaris) und die Filzige Steinmispel (Cotoneaster tomentosa) vertreten. In den feuchten Bachtälern haben sich Buchenwälder ausgebreitet.
Das Gebiet beherbergt 22 verschiedene Orchideenarten, darunter die Spinnen-Ragwurz (Ophrys sphegodes), die Fliegen-Ragwurz (Ophrys insectifera), die Bienen-Ragwurz (Ophrys apifera) und die Hummel-Ragwurz (Ophrys holosericea). Eine Besonderheit sind die als alpine Relikte auf dem Chilpen überlebenden Enziane.
Die blumenreichen Wiesen sind ein Biotop für viele Heuschreckenarten, Zikaden und Schmetterlinge und die spezialisierten Insekten und Grabwespen, die auf die Ragwurzarten angewiesen sind.

## Schutzziele
Für das BLN-Gebiet 1106 Chilpe bei Diegten sind im Bundesinventar der Landschaften und Naturdenkmäler von nationaler Bedeutung mehrere Schutzziele definiert. Bezweckt wird die Erhaltung
- des Charakters der Landschaft mit der Strukturenvielfalt der Wald-Offenland-Verteilung
- der Halbtrocken- und Magerrasen in ihrer Qualität und ökologischen Funktion sowie mit ihrer Vielfalt an charakteristischen Pflanzen- und Tierarten
- der wärmeliebenden Waldgesellschaften, insbesondere der Orchideen-Föhrenwälder
- einer an die Standorte angepasste landwirtschaftliche Nutzung
- der Siedlungsstruktur mit den Einzelhöfen sowie die charakteristischen Strukturelemente der Landschaft wie Wald- und Extensivweiden, Magerwiesen, Hochstammobstbäume und Hecken.